# Нанквилл, Билл
Джордж Уильям (Билл) Нанквилл (англ. George William "Bill" Nankeville, 24 марта 1925 — 8 января 2021) — британский бегун на средние дистанции. Бронзовый призёр Чемпионата Европы по лёгкой атлетике в беге на 1500 метров, проходившем в Брюсселе в 1950 году. Был четырёхкратным участником чемпионата Великобритании в беге на эту дистанцию. Трижды побеждал. Единственный раз уступил Роджеру Баннистеру.
Его отец был молочником. Нанквилл был прирожденным бегуном. В детстве не занимался с тренером, но выступал на соревнованиях. Начало Второй Мировой войны он провёл в графстве Суррей. В возрасте 19 лет в 1944 году отправился на фронт.
Выступал на Олимпийских играх в Лондоне в 1948 году, где дошёл до финального забега, финишировав шестым.
После окончания спортивной карьеры Нанквилл работал в компании по производству спортивных товаров.